# Mummia guanci di Madrid

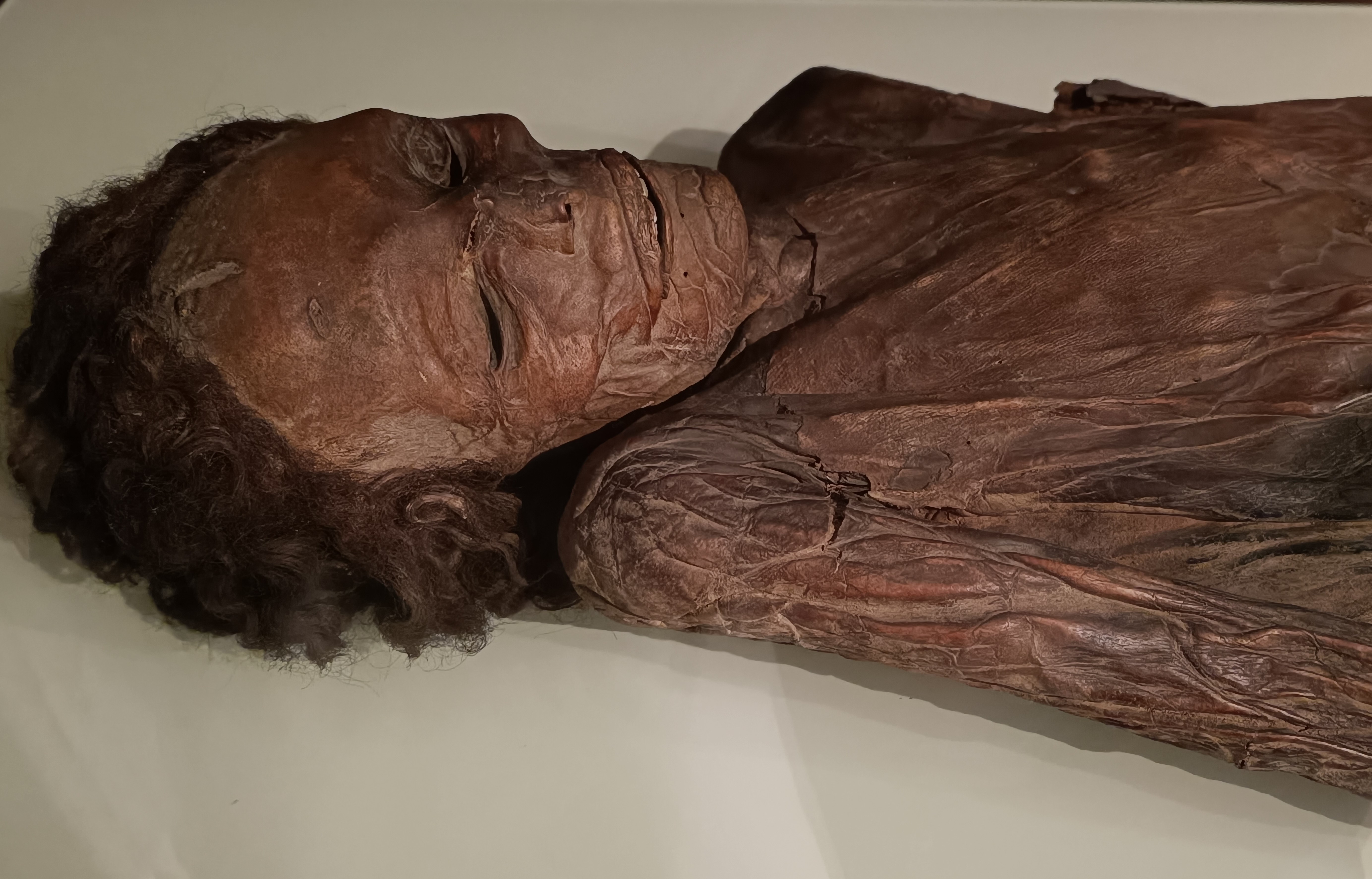
La Mummia guanci, Museo archeologico nazionale di Spagna, Madrid.

La Mummia guanci di Madrid o Mummia guanci di Barranco de Herques, è una mummia guanche che è attualmente in mostra presso il Museo archeologico nazionale di Spagna, Madrid (Spagna).
Si tratta di un individuo di sesso maschile, unico per il suo ottimo stato di conservazione. La mummia, della quale non si è riusciti a stabilire l'età, ma si crede di essere tra XII e il XIII secolo d. C., appartiene a un uomo tra i 30 e i 34 anni e, secondo gli esperti, si tratterebbe della mummia guanche meglio conservata del mondo. L'individuo in questione, con tutti i suoi denti molto ben conservati, senza alcuna usura e le sue mani che non rivelano che aveva fatto un duro lavoro fisico. Da parte della Tomografia assiale computerizzata (TC) che è stata fatta a questa mummia ha rivelato che i visceri non sono stati rimossi per mummificarlo e che, di fatto, conserva il cervello, che contraddice alcune storiche cronache castigliane che raccontano come è stato il processo di mummificazione tra i Guanci.
La mummia è stata trovata a Barranco de Herques, a sud di Tenerife, tra i comuni di Güímar e Fasnia. Giunse a Madrid nel XVIII secolo come dono al re Carlo III. Inizialmente era conservata nella Biblioteca Reale, dopo il Museo nazionale di antropologia. Oggi si trova al Museo archeologico nazionale di Spagna. La mummia partecipò all'esposizione universale di Parigi del 1878.
Il Governo delle Isole Canarie e Cabildo de Tenerife hanno tentato ripetutamente dal 1976, ma senza successo, di riavere a Tenerife la mummia.